# Oberwiera
Oberwiera es un municipio situado en el distrito de Zwickau, en el estado federado de Sajonia (Alemania), a una altitud de 268 metros. Su población estimada, al 31 de diciembre de 2019, era de 1,020 habitantes y su densidad poblacional, de 71 hab/km².